# Burg Rabštejnek
Die Ruine der Burg Rabštejnek, auch Rabštejn (deutsch Rabstein) ist eine ehemalige gotische Spornburg auf dem Gebiet der Gemeinde Rabštejnská Lhota im Okres Chrudim in Tschechien.

## Geographie
Die Ruine befindet sich 300 m westlich des Dorfes Rabštejn auf einer kleinen Felsklippe am nördlichen Abfall des bewaldeten Hügels Rabštejnek (401 m n.m.) im Eisengebirge. Im Westen und Norden fällt das Terrain steil ins Tal des Baches Markovický potok ab.
Umliegende Orte sind Stolany im Norden, Rabštejnská Lhota im Nordosten, Rabštejn im Osten, Smrkový Týnec im Südosten,  Lipina  im Süden, Deblov im Südwesten, Mýtka und Čejkovice im Westen sowie Skupice im Nordwesten.

## Geschichte
Der Zeitpunkt der Erbauung der Burg ist nicht überliefert. Der ursprüngliche Name Rabstein lässt jedoch darauf schließen, dass sie während der Herrschaft der letzten Přemyslidenkönige am Übergang des 12. zum 13. Jahrhunderts entstand, als es Brauch war, dass der böhmische Adel seinen Burgen deutsche Namen gab. Die älteste Nachricht stammt aus dem Jahre 1390, als ein Nikolaus von Rabstein erwähnt wurde. Erstmals urkundlich nachweislich ist die Burg im Jahre 1405 anlässlich ihres Heimfalls an König Wenzel IV. nach dem Tode des Johann von Worel und Rabstein. Nachfolgender Besitzer war Dietrich von Worel, der die Burg mit dem Hof und vier Dörfern 1437 an Hertwig von Ostružno verkaufte. Wilhelm von Ostružno veräußerte die Burg 1450 an Waniek von Wlkow, bei diesem Kauf wurde sie erstmals als Rabštejnek bezeichnet. Nach dem Tod des Jan Těchlovec von Těchlovice fiel die Burg mit den zugehörigen drei Dörfern Rabstein, Lhota und Týnec 1457 als erledigtes Lehen an die Böhmische Krone heim; König Ladislaus Postumus überließ Rabštejnek an Petr Kdulínec von Ostroměř und Vilém von Dřel. Zum Ende des 15. Jahrhunderts erwarb der Besitzer des Gutes Slatiňany, Zikmund Šárovec von Šárov, die Burg Rabštejnek. Seine Nachkommen besaßen ab 1525 nur noch Rabštejnek, 1540 verkauften sie die Burg ebenfalls an die Königsstadt Chrudim. Wegen der Beteiligung der Stadt am Ständeaufstand gegen die Habsburger konfiszierte König Ferdinand I. 1547 deren Güter. 
Er bildete aus einem Teil der konfiszierten Chrudimer Güter die aus der Burg Rabštejnek, der Feste, dem Hof und dem Dorf Slatiňany sowie neun weiteren Dörfern bestehende Herrschaft Slatiňany, die er Ende 1547 an Johann von Pernstein verkaufte. Dieser veräußerte die Herrschaft 1548 an den Hauptmann des Chrudimer Kreises, Hermann Lhotsky von Zasmuk. Dessen Witwe Barbara verkaufte die Herrschaft 1555 an Jindřich Franěk von Liběchov. 1575 überließ dessen Sohn Jan Franěk von Liběchov die Herrschaft an Bohuslav Mazanec von Frymburk. Bis zu diesem Zeitpunkt diente die Burg Rabštejnek, mit Ausnahme der kurzen Zeit als Chrudimer Besitz, als Wohnsitz der Burgherren und wurde instand gehalten. Größere Umbauten erfolgten nie. Bohuslav Mazanec ließ die Feste Slatiňany zu einem repräsentativen Schloss umbauen und verlegte nach dessen Vollendung seinen Sitz von Rabštejnek nach Slatiňany. Die abgelegene und unkomfortable Burg überließ er 1585 dem Verfall. Zu Beginn des 19. Jahrhunderts war die wüste Burg mit Ausnahme einer niedrigen Mauer weitgehend zusammengefallen. 
Franz Joseph von Auersperg auf Nassaberg ließ in der zweiten Hälfte des 19. Jahrhunderts die Reste der inneren Burg wenig originalgetreu nach dem Zeitgeist der Romantik neu aufbauen. Die Ostwand des Palas wurde dabei in den Innenhof versetzt. Die Fensterlöcher in der Nord- und Westwand wurden zu pseudoromanischen Fensterlaibungen aufgebrochen. Der Torso des Palas erhielt ein hölzernes Pultdach. Im Innern des Palas ließ der Graf von Auersperg, ebenfalls ohne Rücksicht auf historische Strukturen, einen mit geschnitzten Möbeln ausgestatteten Saal sowie eine Kammer einrichten. Zweck des Baus war der Aufenthalt von Jagdgesellschaften während der Jagden im angrenzenden herrschaftlichen Tiergarten. Nach dem Zweiten Weltkrieg wurden die Räume des Jagdhauses verwüstet. Später stürzte auch das Dach ein.
Die Ruine wurde 1964 zum Kulturdenkmal erklärt. 
Im Jahre 2014 verkaufte der tschechische Staatsforstbetrieb die Ruine an drei Enthusiasten, die sie erhalten wollen.

## Anlage
Die Burg war gegen Westen und Norden durch den steilen Felshang zum Tal des Markovický potok geschützt. Auf der Hochfläche südöstlich der Burg befand sich der Wirtschaftshof, aus dem das Dorf Rabštejn hervorging. Die zweiteilige Anlage bestand aus der eigentlichen Burg und einer sich südlich anschließenden Vorburg.
Die von einer steinernen Mauer umgebene Vorburg hatte einen rechteckigen Grundriss und war sowohl im Süden von der Kuppe als auch im Norden von der Burg durch Gräben abgetrennt. Unterhalb der Burg bildeten die Mauern der Vorburg einen kleinen Zwinger. Es wird angenommen, dass die Gebäude der Vorburg hölzern waren.
Die eigentliche Burg bestand aus einem quadratischen Turm mit einer Seitenlänge von neun Metern, der auf dem höchsten Punkt des Burgfelsens stand, sowie dem westlich davon befindlichen Palas  mit dem Grundriss eines unregelmäßigen Vierecks. Zwischen diesen beiden von der Burgmauer umschlossenen Gebäuden lag ein kleiner Innenhof. An der Südseite der Burgmauer führte eine kleine Pforte nach der Vorburg. Die nördliche Burgmauer war durch eine Rundbastion verstärkt.
Erhalten sind der Burggraben, Grundmauern der Vorburg, geringe Mauerreste des Zwingers, niedrige Mauerreste der inneren Burg sowie die durch die Umbauten des Grafen Auersperg stark veränderten Außenwände des Palas.